# Église Saint-Evroult d'Angers
L'église Saint-Evroult était située à Angers, en Maine-et-Loire.

## Histoire

### Fondation
La date d'apparition de l'église Saint-Évroult est inconnue. Cependant, comme il s'agit de la dernière paroisse créée dans la Cité, elle doit apparaître au cours du XIIe siècle.

### Disparition
L'église Saint-Évroult est détruite en 1792. Cependant, une hypothèse en fait l'une des deux églises détruites et déplacées lors de la construction du château en 1232.

### Desserte
L'église Saint-Evroult dépendait du chapitre cathédral.

### Évolution du vocable
L'édifice a toujours porté le vocable à Évroult.

### Évolution du statut durant la période d'activité
Cet édifice a toujours été une église paroissiale.

## Personnalites liées à l'édifice
- Le 30 juin 1778 Germain de Villoutreys de Brignac (1778-1867), y fut baptisé.